# Municipio de Prior
El municipio de Prior (en inglés: Prior Township) es un municipio ubicado en el condado de Big Stone en el estado estadounidense de Minnesota. En el año 2010 tenía una población de 247 habitantes y una densidad poblacional de 1,99 personas por km².

## Geografía
El municipio de Prior se encuentra ubicado en las coordenadas 45°26′11″N 96°32′50″O / 45.43639, -96.54722. Según la Oficina del Censo de los Estados Unidos, el municipio tiene una superficie total de 124.06 km², de la cual 115,41 km² corresponden a tierra firme y (6,97 %) 8,65 km² es agua.

## Demografía
Según el censo de 2010, había 247 personas residiendo en el municipio de Prior. La densidad de población era de 1,99 hab./km². De los 247 habitantes, el municipio de Prior estaba compuesto por el 96,76 % blancos, el 0,4 % eran afroamericanos, el 1,62 % eran amerindios y el 1,21 % eran de una mezcla de razas. Del total de la población el 0 % eran hispanos o latinos de cualquier raza.